# スジャ
スジャ（ロシア語: Су́джа）は、ロシアのクルスク州スジャ地区にある町である。

## 歴史
中世ごろはチェルニーヒウ公国とリトアニア大公国に属していたが、モスクワ公国に併合され、1664年に創設された。
1708年にキエフ県に併合された。
1918年11月から12月まではウクライナ臨時労働者・農民政府の所在地であり、1922年にロシア・ソビエト社会主義共和国に移管されるまではウクライナ社会主義共和国に属していた。
第二次世界大戦中、スジャは1941年10月18日から1943年3月3日までドイツ国防軍（ナチス・ドイツ）によって占領されていた。

### 2022年のウクライナ侵攻
2024年8月6日から始まったウクライナ軍によるクルスク州への越境攻撃によって、スジャは同年8月10日までにウクライナ軍の占領下に入ったとされており、ロシアのメディアでもスジャの一部が占領されたことが示唆された。

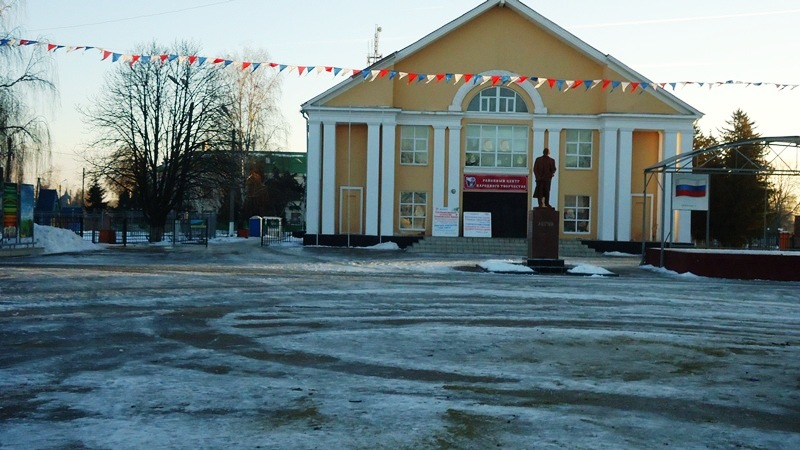
ウクライナ軍の砲撃によって損壊される前のレーニン像（2012年撮影）

制圧後にウクライナ軍の護衛の下でAP通信が取材したところ、スジャ市内にあるソビエト連邦建国の父であるウラジーミル・レーニンの銅像はウクライナ軍の砲撃によって損壊していたほか、ロシア国旗も遺棄され、ウクライナ国旗が掲揚されていた。
8月15日、ウクライナのウォロディミル・ゼレンスキー大統領はウクライナ軍が占領したスジャ一帯の管理に当たるため、軍の現地司令部を設置したことを明らかにした。8月16日にはウクライナが企画したメディアツアーが開催され、スジャに立ち入った報道機関に対し、大破したロシア軍戦車などが公開された。
2025年3月、ロシア軍はクルスク戦線全体において攻勢を開始。ロシア軍は急速に前進し同月12日にはスジャ中心部にまで到達。同月13日ロシア軍がスジャを奪還した。